# Mi ritrovai per una selva oscura
Mi ritrovai per una selva oscura (« Je me retrouvai dans une forêt obscure ») est le second vers du Chant I de l'Enfer, première partie de la Divine Comédie de Dante Alighieri.

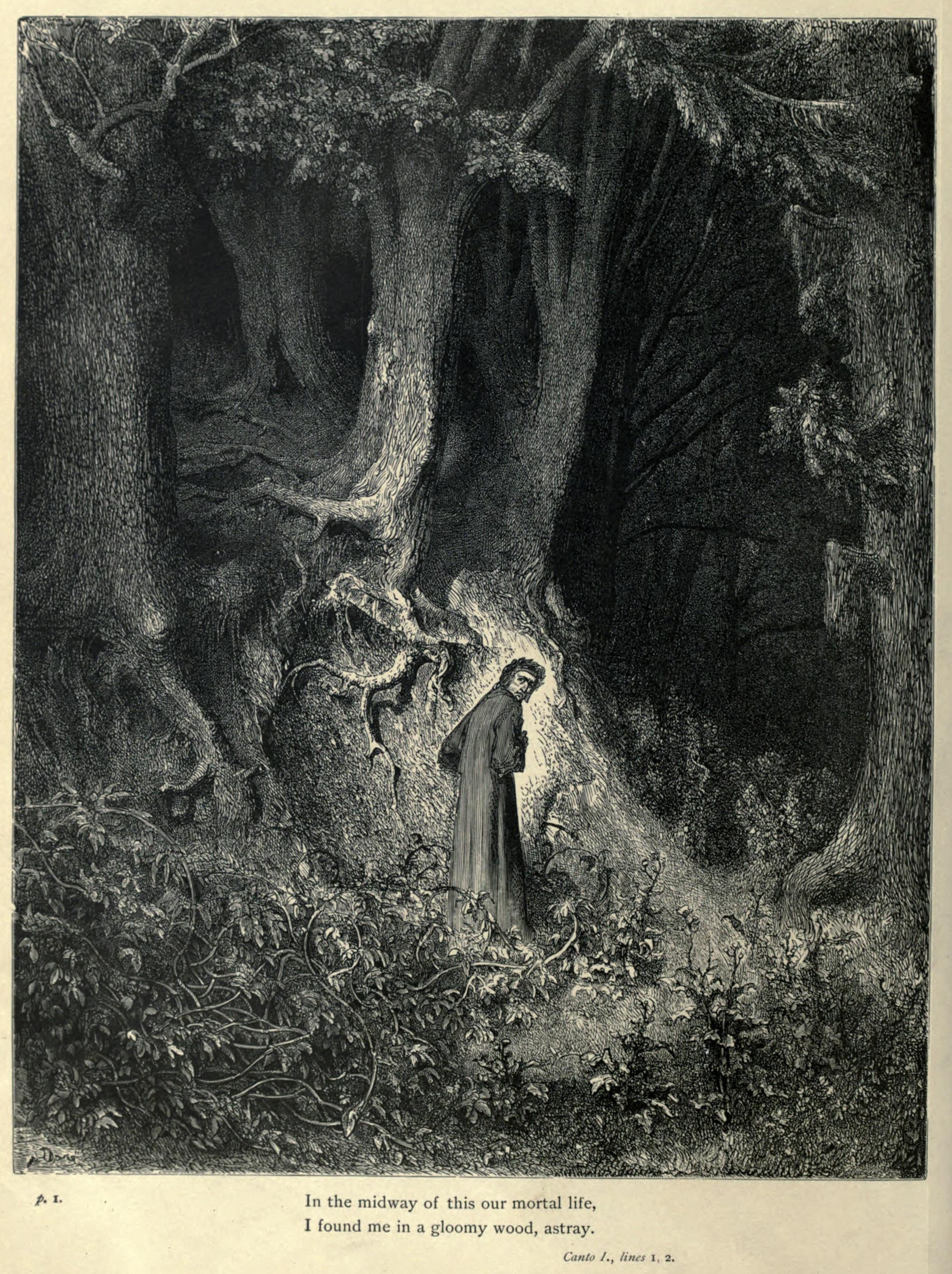
Nel mezzo del camin di nostra vita
mi ritrovai per una selva oscura
(Au milieu du chemin de notre vie
je me retrouvai dans une forêt obscure)
Illustration de Gustave Doré

Per signifie dans. La forêt est erronea di questa vita (l'erreur de cette vie) mentionnée dans le Convivio (IV XXIV, 12). Le poète  nel mezzo del cammin di nostra vita prend  conscience de son état de confusion intérieure dans lequel il est entré inconsciemment, et que c'est aussi  l'état de la corruption de l'humanité. La raison personnelle et universelle continuent constamment de se chevaucher dans tout l'itinéraire de l'œuvre, et en indiquent la perspective cosmique, liée au destin des hommes dans leur complexité.